# 细圆齿凤仙花
细圆齿凤仙花（学名：Impatiens crenulata）为凤仙花科凤仙花属下的一个种。

## 扩展阅读
- 維基物種上的相關：细圆齿凤仙花